# Cuijk
Pronunciação

Cuijk é um município da província neerlandesa de Brabante do Norte. Contava, em 1 de janeiro de 2020, com uma população de 25.130 habitantes, consistindo em uma densidade populacional de 491 habitantes por quilômetro quadrado. Dessa população, 12.553 eram homens e 12.577 mulheres. A cidade é conectada por rodovia via a A73, por uma estação ferroviaria e uma ciclovia, a MaasWaalpad, que a liga a Nijmegen e locais ao longo da rota.